# Хигија
Хигија (грч. Ὑγιεία или грч. Ὑγεία, лат. Hygēa или лат. Hygīa) је богиња из грчке митологије. Она је богиња здравља (грч. ὑγίεια – hugieia), чистоће и хигијене. Њено име је извор за реч „хигијена“.
Хигија је кћерка грчког бога медицине, Асклепија, који је био син олимпског бога Аполона. Најчешће се наводи као кћерка Асклепија и његове жене Епионе. Хигија и њене четири сестре су представљале аспекте Аполонове уметности лечења:
- Хигија (здравље, чистоћа и санитација)
- Панакеја (универзални лек)
- Јасо (опоравак од болести)
- Акесо (процес лечења)
- Егла (блиставо добро здравље)

Хигија се развила од благе персонификације до пуноправне богиње у оквиру Асклепијевог култа. Заједно са својим оцем, појављивала се у сновима пацијената који су посећивали њихове храмове. Пацијенти су практиковали ритуално спавање у храму, познато као инкубација, како би добили излечење.

## Улога у антици
Значајна референца о улози Хигије као богиње здравља налази се у Хипократовој заклетви. Ову заклетву користе лекари како би се заклели пред различитим божанствима лечења, међу којима је и Хигија, да ће се придржавати кодекса утврђених етичких стандарда праксе.
Део заклетве, преведен са грчког:
Кунем се Аполоном Лекаром, Асклепијем, Хигијом и Панакејом, и свим боговима и богињама, узимајући их за сведоке, да ћу извршавати, у складу са својим способностима и расуђивањем, ову заклетву и ову обавезу.

## Хигија и Асклепије
Обожавање Хигије било је уско повезано са култом Асклепија. Док је Асклепије био директније повезан са лечењем, Хигија је била повезана са превенцијом болести и одржавањем доброг здравља. У другом веку нове ере, чувени путописац Паусанија је забележио своја сведочанства из Грчке. У свом енциклопедијском делу Опис Грчке, написаном између 160. и 174. године н.е., Паусанија је описао статуе Асклепија и Хигије које је видео у Тегеји.
Поред статуа које представљају ове две фигуре, укључивање Хигије у Асклепијев култ видљиво је и у медицинској иконографији на бројним античким грчко-римским кованицама. Блиска веза између Хигије и Асклепија указује на важно место које је заузимала у његовом култу.

## Обожавање
Главни Хигијини храмови налазили су се у Епидауру, Коринту, на Косу и у Пергаму. У Асклепијону у Титани у Сикиону, грчки историчар Паусанија је забележио да је статуа Хигије била прекривена женском косом и комадима вавилонске одеће. Према натписима, сличне жртве су приношене и на Паросу.
Хигија је такође повезивана са грчком богињом Атином. У 2. веку н.е., Паусанија је забележио статуе и Хигије и Атине Хигије у близини улаза у Акропољ у Атини. „Атина Хигија“ је била једна од култних титула датих Атини, како Плутарх преноси о изградњи Партенона (447–432. п. н. е.):
Чудан се догађај десио током изградње, који је показао да богиња није била противна делу, већ је помагала и сарађивала да се оно доведе до савршенства. Један од занатлија, најбржи и најспретнији радник међу свима, оклизнуо се и пао са велике висине, и лежао је у јадном стању, док лекари нису имали наде у његов опоравак. Када је Перикле био у невољи због тога, богиња [Атина] му се појавила ноћу у сну и наредила начин лечења, који је он применио, и за кратко време и са великом лакоћом излечио човека. И том приликом је поставио бронзану статуу Атине Хигије, у тврђави близу олтара, за који кажу да је већ постојао. Али Фидија је израдио лик богиње у злату, и његово име је уписано на постаменту као име творца.
Међутим, култ Хигије као независне богиње почео је да се шири тек након што ју је Делфско пророчиште признало, после разорне куге у Атини (430–427. п. н. е.), а у Риму након куге 293. п. н. е.
Песник Арифрон из Сикиона написао је познату химну у 4. веку п. н. е. која је славила Хигију. У сачуваним приказима, често је представљена као млада жена која храни велику змију обавијену око њеног тела или пије из посуде коју носи. Ови атрибути су касније усвојени од стране гало-римске богиње лечења, Сироне.

## Прикази у уметности
Антички уметници су је веома често приказивали као младу жену која у руци држи змију и зделу са водом. То је био симбол здравља, који се и до данас сачувао. Статуе Хигије су, између осталих, израдили Скопас, Бријаксис и Тимотеј.
Кип „Хигије“ у натприродној величини, који је настао на почетку нове ере, налази се у Ватиканском музеју. Глава „Хигије“, из средине 4. века пре нове ере, приписана је вајару Скопасу. Кип „Хигије“ са почетка 4. века пре нове ере, приписан вајару Тимотеју, налази се у Националном археолошком музеју у Атини.

## Недавна открића
У августу 2021. године, археолози са Универзитета Думлупинар објавили су откриће статуе Хигије у античком грчком граду Аизанои. Статуа у људској величини приказана је са змијом у рукама. Пронађена је унутар галерије са стубовима дуж јужног крила агоре.

## Галерија
- Хигија на зиду апотеке на железничкој станици, Београд
- Хигија, Капитолски музеји